# LVF – Cadamosto bis Lario
Die LVF – Cadamosto bis Lario waren  Dampflokomotiven der Lombardisch-venetianischen Ferdinands-Bahn (LVF).
Die vier Maschinen wurden 1848 von Maffei in München geliefert.
Bei der LVF erhielten sie die Namen CADAMOSTO, TICINO, GALVANI und LARIO.
Als die LVF 1852 verstaatlicht wurde, kamen sie mit denselben Namen zur Lombardisch-venetianischen Staatsbahn (LVStB).